# Profesjonalna Piłkarska Liga Ukrainy
Profesjonalna Piłkarska Liga Ukrainy (ukr. Професіональна футбольна ліга України) (znana również jako PFL) – związek profesjonalnych piłkarskich klubów Ukrainy, założony w roku 1996 w celu organizacji mistrzostw Ukrainy w piłce nożnej.
PFL organizuje rozgrywki w dwóch ligach:
- Persza Liha (18 drużyn)
- Druha Liha (24 drużyn, podzielone na 2 grupy)

W latach 1996–2008 organizowała również rozgrywki w Wyszczej Lidze (teraz tym zajmuje się UPL).
Profesjonalna Piłkarska Liga została założona w roku 1996. Do tej pory rozgrywki ligowe organizowała Federacja Piłki Nożnej Ukrainy (FFU). Liczy się, że PFL jest swojego rodzaju przeciwieństwem do FFU, tak jak kierował PFL do 16 grudnia 2008 jeden z byłych wiceprezesów klubu Szachtar Donieck Rawil Safiullin (FFU kieruje honorowy prezes klubu Dynamo Kijów Hryhorij Surkis). Obecnie prezydentem PFL jest Swiatosław Syrota.
PFL łączy 60 profesjonalnych piłkarskich klubów. Niektóre kluby mają kilka drużyn, ale te drużyny nie mogą uczestniczyć w rozgrywkach tej samej ligi w celu uniknięcia konfliktu interesów. Na przykład jeśli Dynamo-2 Kijów zajmie w Pierwszej Lidze jedne z miejsc awansowanych do Wyższej Ligi, to powinien ustąpić miejsce awansu drużynie, jaka zajęła następne miejsce w rozgrywkach.